# Sân bay Tây Giao Mãn Châu Lý
Sân bay Tây Giao Mãn Châu Lý nằm ở Mãn Châu Lý, Nội Mông Cổ, Trung Quốc (IATA: NZH).

## Hãng hàng không hoạt động và điểm đến
- Hainan Airlines (Bắc Kinh-Thủ đô)
- Shandong Airlines (Hô Hòa Hạo Đặc)